# Eranina piterpe
Eranina piterpe är en skalbaggsart som beskrevs av Maria Helena M. Galileo och Martins 2007. Eranina piterpe ingår i släktet Eranina och familjen långhorningar. Inga underarter finns listade i Catalogue of Life.